# Turmhügel Reuthlas
Der Turmhügel Reuthlas ist eine abgegangene mittelalterliche Turmhügelburg (Motte) in Reuthlas, einem Gemeindeteil der Gemeinde Konradsreuth im Landkreis Hof in Bayern.
Von der ehemaligen Mottenanlage, die vermutlich von den Walpoten genutzt wurde, ist nichts erhalten, der Turmhügel ist verebnet.